# Frankliniella caudiseta
Frankliniella caudiseta är en insektsart som beskrevs av Sakimura och O'neill 1979. Frankliniella caudiseta ingår i släktet Frankliniella och familjen smaltripsar. Inga underarter finns listade i Catalogue of Life.